# Gerd Rohmann
Gerd Rohmann (* 3. Oktober 1940 in Süchteln) ist ein deutscher Anglist, Literaturwissenschaftler und Hochschullehrer.

## Leben und Wirken
Gerd Rohmann studierte nach seiner Reifeprüfung 1960 in Viersen Anglistik, Romanistik und Erziehungswissenschaft an der Universität Marburg/L. Das erste Staatsexamen für den höheren Schuldienst legte er dort 1965 ab und promovierte 1968 bei Kurt Otten mit einer Arbeit über Aldous Huxley. Zunächst war er an dieser Universität als wissenschaftlicher Assistent tätig, dann seit 1972 bzw. 1973 als Professor für Englische Literaturwissenschaft. Seit 1974 lehrte er an der Universität Kassel. Im Jahre 2006 trat er in den Ruhestand. In seinen Veröffentlichungen beschäftigt er sich vor allem mit der neueren englischen Literatur. Von 2006 bis 2011 war er Vorsitzender der Samuel Beckett Gesellschaft in Kassel.

## Veröffentlichungen (Auswahl)
- Der Dichter als Dandy. Vergleichende Betrachtungen zur ästhetischen Theorie und zum Künstlerideal bei Edgar Allan Poe und Charles Baudelaire. In: Germanisch Romanische Monatsschrift, Bd. 56 (1975), S. 199–213.

- (Hrsg. mit Kurt Otten u. Mitautor): George Bernard Shaw (= Wege der Forschung, Bd. 388). Wissenschaftliche Buchgesellschaft, Darmstadt 1978, ISBN 3-534-06146-2.
- (Hrsg. u. Mitautor): Laurence Sterne (= Wege der Forschung, Bd. 467). Wissenschaftliche Buchgesellschaft, Darmstadt 1980, ISBN 3-534-06859-9.
- Wertekonflikt und Wertesystem in den short stories von Doris Lessing. In: Maria Diedrich/Christoph Schöneich (Hrsg.): Studien zur englischen und amerikanischen Prosa nach dem Ersten Weltkrieg. Festschrift für Kurt Otten zum 60. Geburtstag. Wissenschaftliche Buchgesellschaft, Darmstadt 1986, S. 59–71, ISBN 3-534-02264-5.
- (Mithrsg. u. Mitautor): Beckett und die Literatur der Gegenwart (= Anglistische Forschungen, Bd. 196). Winter, Heidelberg 1988, ISBN 3-533-03833-5.
- (Mithrsg. u. Mitautor): Klassiker-Renaissance. Modelle der Gegenwartsliteratur (= Stauffenburg-Colloquium, Bd. 22). Stauffenburg-Verlag, Tübingen 1991, ISBN 3-923721-79-X.
- The satanic verses und Hanif Kureishi. The Buddha of Suburbia : 'Pride and Prejudice' im Londoner Ghetto. In: Horst Dippel (Hrsg.): Zuwanderung: Bedrohung oder Bereicherung? Beiträge zur Immigration und Integration in ausgewählten Ländern Westeuropas und Nordamerikas (= Kasseler Beiträge zur modernen Gesellschaft, Bd. 1). Lit, Münster 1994, S. 43–51, ISBN 3-8258-2368-7.
- Image of Germany in 20th-century English literature. In: Harald Husemann (Hrsg.): As others see us. Lang, Frankfurt/M. 1994, S. 47–68, ISBN 3-631-46677-3.
- Kurt Ottens Auseinandersetzung mit der deutschen Bildungsreform seit 1968. In: Dieter Schulz/Thomas Kullmann (Hrsg.): Erziehungsideale in englischsprachigen Literaturen. Heidelberger Symposion zum 70. Geburtstag von Kurt Otten (= Aspekte der englischen Geistes- und Kulturgeschichte, Bd. 28). Lang, Frankfurt/M. 1997, S. 7–15, ISBN 3-631-30460-9.

Festschrift
- Eva Oppermann (Hrsg.): Literatur und Lebenskunst. Festschrift für Gerd Rohmann (= Kasseler Personalschriften, Bd. 3). Kassel University Press, Kassel 2006, ISBN 978-3-89958-167-6 (Digitalisat).